# Esther Süss
Esther Süss (ur. 19 marca 1974 w Brugg) – szwajcarska kolarka górska, wielokrotna medalistka mistrzostw świata i Europy w maratonie MTB, brązowa medalistka mistrzostw świata i wicemistrzyni Europy MTB.

## Kariera
Pierwszym sukcesem w karierze Esther Süss był zajęcie drugiego miejsca w klasyfikacji generalnej sezonu 2005 Pucharu Świata maratonie. Wynik ten powtórzyła także w sezonach 2007, 2007 i 2008. W 2009 roku wzięła udział w mistrzostwach świata w maratonie w Stattegg, gdzie zdobyła srebrny medal, ulegając jedynie Niemce Sabine Spitz. Na rozgrywanych rok później mistrzostwach świata w maratonie w Sankt Wendel zwyciężyła, a na mistrzostwach w Montebelluna (2011) i mistrzostwach świata w maratonie w Ornans (2012) zajmowała trzecie miejsce. W pierwszym przypadku wyprzedziły ją tylko Annika Langvad z Danii i Sabine Spitz, a w drugim Langvad i Norweżka Gunn-Rita Dahle Flesjå. Ponadto czterokrotnie zdobywała medale mistrzostw Europy w maratonie MTB, w tym złote w latach 2008, 2010 i 2013. W 2012 roku wystąpiła na igrzyskach olimpijskich w Londynie w 2012 roku, gdzie rywalizację w cross-country zakończyła na piątym miejscu. Rok później, na mistrzostwach świata w maratonie w Kirchbergu była trzecia, za Dahle Flesją i Brytyjką Sally Bigham. Brązowy medal przywiozła również z rozgrywanych w tym samym roku mistrzostw świata MTB w Pietermaritzburgu, gdzie wyprzedziły ją Francuzka Julie Bresset i Polka Maja Włoszczowska.